# Hollow City
Hollow City (titre original : Hollow City) est un roman de fantasy de l'auteur américain Ransom Riggs. Il s'agit du deuxième volume de la série Miss Peregrine et les Enfants particuliers et de la suite de Miss Peregrine et les Enfants particuliers.

## Résumé
Livrés à eux-mêmes après la destruction du pensionnat de l'île de Cairnholm, les enfants particuliers se retrouvent en 1940 au cœur de la Seconde Guerre mondiale ravageant la Grande-Bretagne. Ils parcourent alors le pays à la recherche d'une autre boucle temporelle où s'abriter et faire soigner leur directrice, Miss Peregrine, prisonnière de sa forme d'oiseau à la suite de l'attaque des Estres. Miss Wren, l'une des seules ombrunes encore libres du pays, est partie à Londres pour sauver ses sœurs, Jacob et les enfants particuliers décident donc de la retrouver afin qu'elle soigne leur directrice.
Après avoir essuyé une tempête entre Cairnholm et le continent, le petit groupe d'enfants échoue sur une rive de Grande-Bretagne, en 1940, alors que la Seconde Guerre mondiale fait rage. Aussitôt pris en chasse par des Estres, déguisés en soldats, ils se réfugient in-extremis dans une boucle temporelle. Là, vit une curieuse ménagerie d'animaux singuliers. Parmi eux, Addison, un chien parlant, leur apprend que  Miss Wren, la dernière Ombrune en liberté, est partie libérer ses sœurs à Londres. Il devient urgent pour les enfants particuliers de rejoindre la capitale.